# El Puerto de Santa María (Gerichtsbezirk)
Der Gerichtsbezirk El Puerto de Santa María ist einer der 14 Gerichtsbezirke in der spanischen Provinz Cádiz.
Der Bezirk umfasst die Gemeinde El Puerto de Santa María auf einer Fläche von 159,34 km² mit dem Hauptquartier in El Puerto de Santa María.